# Religionsjournalismus
Religionsjournalismus befasst sich mit religiösen Themen, Personen und Ereignissen.
Dabei ist der Religionsjournalismus kein klar abgegrenztes Ressort. Vielmehr greift der Bereich Religionsjournalismus stark in andere Ressorts über.

Vor allem in der Berichterstattung der Ressorts Politik, Lokal und Regional spielt der Religionsjournalismus eine Rolle. Eng verbunden ist der Religionsjournalismus außerdem mit der Sozialberichterstattung. Die kirchliche Publizistik hat in den letzten Jahren wie alle Printmedien deutliche Auflagerückgänge hinnehmen müssen.

## Abgrenzung
Zu unterscheiden sind im Religionsjournalismus die den Kirchen bzw. Religions- und Glaubensgemeinschaften nahe stehenden, bzw. von diesen getragenen Medien von den nicht-kirchlichen Medien. Die Ressorts weltlicher Medien verzeichnen andererseits steigendes Interesse an religiösen Themen.
Das kann bis zur Übernahme Christlich orientierter Printmedien durch unabhängige Medienkonzerne führen. Ein Beispiel ist die evangelisch-konservative Wochenzeitung Christ und Welt, die seit 2010 als Beilage der Wochenzeitung Die Zeit verbreitet wird, nachdem Christ und Welt bereits 1980 mit dem von deutschen katholischen Bischöfen getragenen Rheinischer Merkur fusionierte.

## Inhalte
Im Religionsjournalismus, anders als im Nachrichtenjournalismus, ist nicht die Aktualität wichtigstes Auswahlkriterium der Berichterstattung. Wichtiger ist die Auswahl nachhaltiger Themen. Nachhaltige Themen könnten zum Beispiel die Diskussion über die Abschaffung des Religionsunterrichts oder den obligatorischen Ethikunterricht an Schulen, über islamischen Religionsunterricht an staatlichen Schulen oder der Kopftuchstreit sein.
Religionsjournalismus setzt vielfach auf journalistische Darstellungsformen wie Porträts oder Reportagen.

## Berufsfeld und Berufseinstieg
Ein Weg in den Religionsjournalismus ist das Studium der katholischen oder evangelischen Theologie, der Religionswissenschaft, der Islamwissenschaft oder der Judaistik.
Dazu bieten das Gemeinschaftswerk der Evangelischen Publizistik und das Institut zur Förderung publizistischen Nachwuchses Fortbildungen für Journalisten, die Erfahrung in der religiösen Berichterstattung haben.
Die Abteilung Christliche Publizistik an der Friedrich-Alexander-Universität Erlangen-Nürnberg bietet den bundesweit einmaligen Masterstudiengang „Medien-Ethik-Religion“ an.

## Auszeichnungen
Die katholische Kirche vergibt den katholischen Medienpreis in den Kategorien Print und elektronische Medien.
Mit dem Robert-Geisendörfer-Preis der evangelischen Kirche in Deutschland wird hauptsächlich die Leistung der Sozialberichterstattung ausgezeichnet.